# Đông Bắc Ý
Đông Bắc Ý (tiếng Ý: 'Italia nord-orientale' hay chỉ Nord-est) là một trong năm vùng thống kê chính thức của Ý được Viện Thống kê Quốc gia Ý (ISTAT) sử dụng, đất là một vùng cấp 1 của Liên minh châu Âu và là một khu vực bầu cử của Nghị viện châu Âu. Đông Bắc bao gồm các vùng hành chính: Emilia-Romagna, *Friuli-Venezia Giulia, Trentino-Alto Adige/Südtirol và Veneto.
Tiếng Ý là ngôn ngữ chính, các ngôn ngữ khác gồm các phương ngữ tiếng tiếng Veneto, được nói phổ biến tại Veneto và dọc ven biển đến Trieste và Istria, cũng như các thị trấn Pordenone và Gorizia tại Friuli, và tại hầu hết Trentino, song chỉ được công nhận tại vùng Veneto; tiếng Friuli được nói tại hầu hết Friuli và được công nhận toàn quốc, tiếng Ladin có vài nghìn người nói tại Dolomites. Tiếng Đức là ngôn ngữ chính tại tỉnh Nam Tirol, trong tỉnh này tiếng Ý được một phần ba cư dân nói. Tiếng Slovenia là ngôn ngữ thiểu số được công nhận, được nói tại biên giới của Ý và Istria, tại Istria ngày nay tiếng Croatia là ngôn ngữ chính song tiếng Ý được công nhận là ngôn ngữ thiểu số.